# Nigeria na Zimowych Igrzyskach Olimpijskich 2018
Nigeria na Zimowych Igrzyskach Olimpijskich 2018 – występ kadry sportowców reprezentujących Nigerię na igrzyskach olimpijskich w Pjongczangu w 2018 roku.
W kadrze znalazły się trzy zawodniczki, które wystąpiły w dwóch konkurencjach w dwóch dyscyplinach sportowych – bobslejach i skeletonie.
Funkcję chorążego reprezentacji Nigerii podczas ceremonii otwarcia igrzysk pełniła Ngozi Onwumere, a podczas ceremonii zamknięcia – Simidele Adeagbo. Reprezentacja Nigerii weszła na stadion jako 3. w kolejności, pomiędzy ekipami z Ghany i Południowej Afryki.
Był to debiut reprezentacji Nigerii na zimowych igrzyskach olimpijskich i 17. start olimpijski, wliczając w to letnie występy.

## Skład reprezentacji

### Bobsleje
| Konkurencja   | Zawodnicy                  | Ślizg 1 | Ślizg 1 | Ślizg 2 | Ślizg 2 | Ślizg 3 | Ślizg 3 | Ślizg 4 | Ślizg 4 | Czas łączny | Miejsce |
| Konkurencja   | Zawodnicy                  | Czas    | Miejsce | Czas    | Miejsce | Czas    | Miejsce | Czas    | Miejsce | Czas łączny | Miejsce |
| ------------- | -------------------------- | ------- | ------- | ------- | ------- | ------- | ------- | ------- | ------- | ----------- | ------- |
| Dwójki kobiet | Seun Adigun Ngozi Onwumere | 52,21   | 20.     | 52,55   | 20.     | 52,31   | 20.     | 52,53   | 20.     | 3:29,60     | 20.     |

### Skeleton
| Konkurencja  | Zawodnik         | Ślizg 1 | Ślizg 1 | Ślizg 2 | Ślizg 2 | Ślizg 3 | Ślizg 3 | Ślizg 4 | Ślizg 4 | Czas łączny | Miejsce |
| Konkurencja  | Zawodnik         | Czas    | Miejsce | Czas    | Miejsce | Czas    | Miejsce | Czas    | Miejsce | Czas łączny | Miejsce |
| ------------ | ---------------- | ------- | ------- | ------- | ------- | ------- | ------- | ------- | ------- | ----------- | ------- |
| Ślizg kobiet | Simidele Adeagbo | 54,19   | 20.     | 54,58   | 20.     | 53,73   | 20.     | 54,28   | 20.     | 3:36,78     | 20.     |